# Ferdinand Zvonimir Habsburg-Lothringen

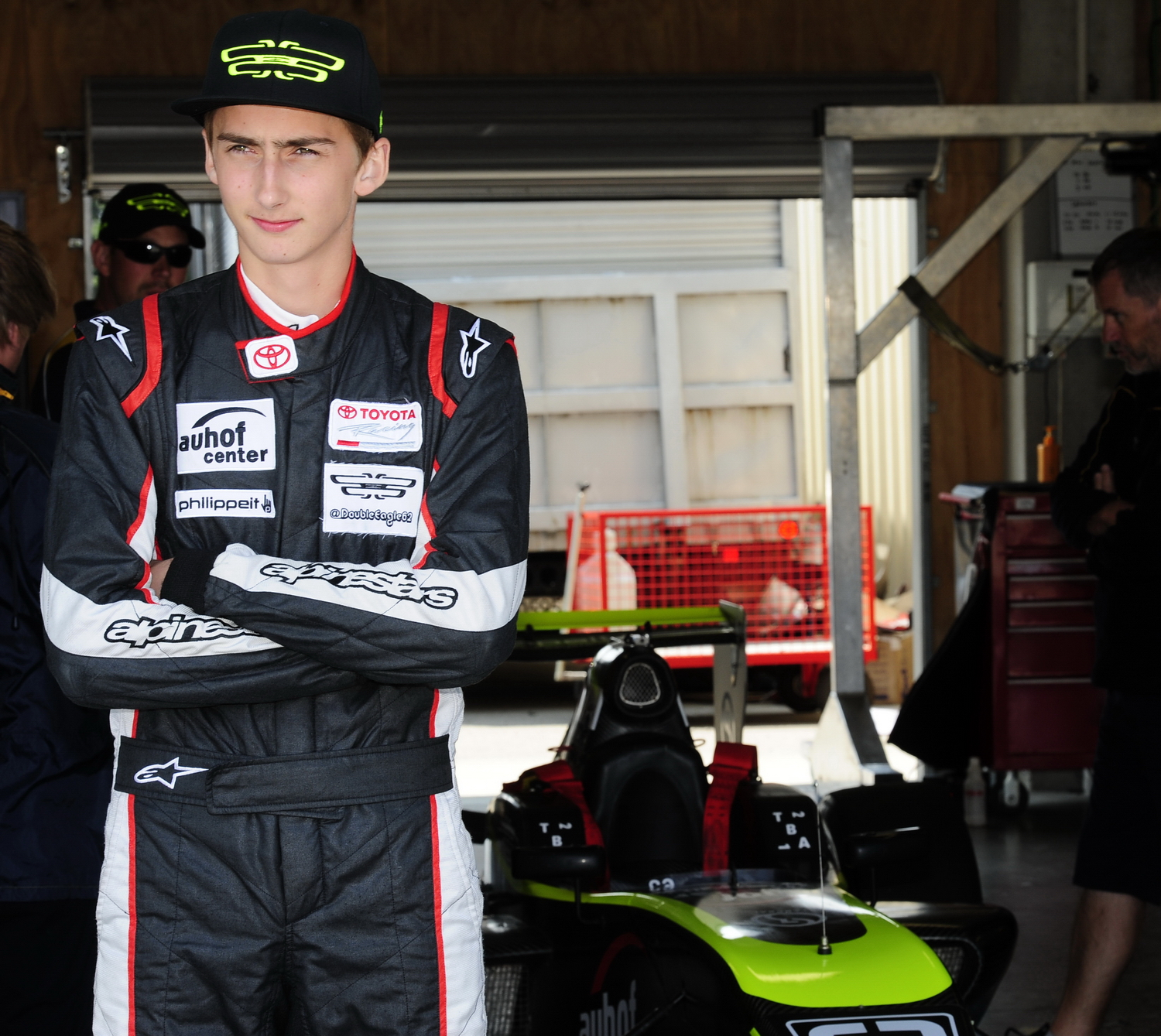
Ferdinand Zvonimir Habsburg-Lothringen

Ferdinand Zvonimir Maria Balthus Keith Michael Otto Antal Bahnam Leonhard Habsburg (n. 21 iunie 1997, Salzburg), este fiul cel mare al lui Karl von Habsburg, Șeful Casei de Habsburg-Lorena. Prin bunicul său Otto von Habsburg este strănepotul împăratului Carol I al Austriei .
Ferdinand a fost botezat la 20 septembrie 1997 la Zagreb de cardinalul Franjo Kuharic. Al doilea prenume al său este tradițional croat Zvonimir (după regele Zvonimir al Croației din secolul al XI-lea). Nașii lui au fost unchiul său Georg von Habsburg, Alois-Konstantin, al 9-lea Prinț de Löwenstein-Wertheim-Rosenberg, Regina Margarita a Bulgariei, și Agnes Husslein.
Ferdinand este cetățean austriac si maghiar. În timp ce titlurile sale dinastice (Prinț Imperial și Arhiduce de Austria, prinț Regal de Ungaria și Boemia) sunt utilizate în străinătate și în literatura genealogică, ele nu sunt recunoscute de guvernul austriac. Bunicul său Otto von Habsburg a renunțat la toate pretențiile la tronul austriac ca o condiție necesară de a se întoarce în Austria.